# Unión Victoria
Unión Victoria är en ort i Mexiko.   Den ligger i kommunen Las Margaritas och delstaten Chiapas, i den sydöstra delen av landet, 800 km öster om huvudstaden Mexico City. Unión Victoria ligger 1 665 meter över havet och antalet invånare är 135.
Terrängen runt Unión Victoria är platt åt sydost, men åt nordväst är den kuperad. Runt Unión Victoria är det ganska tätbefolkat, med 54 invånare per kvadratkilometer. Närmaste större samhälle är Las Margaritas, 5,7 km öster om Unión Victoria. I omgivningarna runt Unión Victoria växer huvudsakligen savannskog.